# Fédération des sociétés des Anciens de la Légion étrangère
 (août 2025).
Motif : Pas de sources.
- Archive Wikiwix
- Bing
- Cairn
- DuckDuckGo
- E. Universalis
- Gallica
- Google
- G. Books
- G. News
- G. Scholar
- Persée
- Qwant
- (zh) Baidu
- (ru) Yandex
- (wd) trouver des œuvres sur Wikidata

| 1. | Préciser le motif de la pose du bandeau. | Précisez le motif de la pose du bandeau en utilisant la syntaxe suivante : {{admissibilité à vérifier\|date=août 2025\|motif=remplacez ce texte par le motif}}                                                                  |
| 2. | Informer les utilisateurs concernés.     | Pensez à avertir le créateur de l'article, par exemple, en insérant le code ci-dessous sur sa page de discussion : {{subst:avertissement admissibilité à vérifier\|Fédération des sociétés des Anciens de la Légion étrangère}} |

La Fédération des sociétés des Anciens de la Légion étrangère est une association qui coordonne les amicales régionales ou d'armes de la Légion étrangère.

## Organisation
Un congrès national est organisé tous les ans.

## Histoire
Elle est créée en 1898.
La FSALE est reconnue d’utilité publique depuis 1957.